# Draussen ist Sommer
Draussen ist Sommer ist ein deutsch-schweizerischer Spielfilm der Regisseurin Friederike Jehn aus dem Jahr 2012. Maria Dragus spielt die junge Wanda, die damit zu kämpfen hat, dass ihre von Nicolette Krebitz und Wolfram Koch verkörperten Eltern sich immer mehr voneinander entfernen.

## Handlung
Im Leben der 14-jährigen Wanda steht ein Umzug an, der die fünfköpfige Familie in die Schweiz führt. In Stuttgart, dem bisherigen Wohnort der Familie, hatte ihr Vater Joachim eine Affäre, die Wandas Mutter Anna nach wie vor nicht verkraftet hat. Der Anfang lässt sich gut an, das große Haus, das man bezieht, wird von einem verwilderten Garten umgeben und der kleine Vorort von Zürich wirkt sehr idyllisch. Doch der Neubeginn ist schwieriger als gedacht. Da helfen auch die beschwörenden Beteuerungen des Vaters, man schaffe das schon, und es werde ein wunderbarer Sommer, nicht. In der Schule machen die neuen Mitschüler es Wanda nicht gerade leicht und sprechen zudem auch noch unverständliches Schwyzerdütsch. Ähnlich ergeht es auch ihrer Schwester Miss Sophie, die zwar eine Freundin findet, die ihr aber nicht den Halt geben kann, den sie braucht, und die sie wieder verliert. Und beider kleiner Bruder Bubi bekommt Haarausfall, will kaum etwas essen und hört dann auch noch von einem auf den anderen Tag auf zu sprechen. Und auch Wandas Mutter kann den Vertrauensbruch auch in der neuen Umgebung nicht vergessen, auch wenn sie verzweifelt versucht, die Familie zusammenzuhalten. Sobald der Vater der Kinder einmal nicht pünktlich von der Arbeit nach Hause kommt, nagt das alte Misstrauen wieder an ihr. Unausgesprochen steht der Vorwurf im Raum, dass er erneut untreu geworden sein könnte. Das ehemalige Miteinander scheint verloren und wird immer mehr zu einem Nebeneinander. Selbst die Nächte verbringt das Paar meist getrennt, Joachim zieht sich in den Keller zurück, während Anna depressiv im Bett liegt, wozu auch beiträgt, dass sie in der neuen Umgebung keinen Job findet. Der Gefühlsballast, den die Eltern mit sich herumtragen, macht die Leichtigkeit zunichte, die der Sommer haben könnte. Bald gehen die alten Streitereien von Neuem los, was für die drei Geschwister nur schwer auszuhalten ist. Jeder von ihnen entwickelt jedoch seine Art, damit umzugehen.
Wanda, die oftmals die Nachbarsfamilie durch deren großes Wohnzimmerfenster beobachtet, glaubt zu hören, wie liebevoll man dort miteinander umgeht, was sie noch trauriger macht. In der Folge lässt sich das junge Mädchen auf eine zaghafte erste sexuelle Erfahrung mit dem bereits 32-jährigen Nachbarn Hannes ein, der ein wenig seltsam ist, aber ganz offensichtlich Wandas Nähe sucht. Als eine Begegnung der beiden aus dem Ruder läuft und eine nachfolgende Auseinandersetzung bedrohliche Züge annimmt, bietet ihr ihre Familie nicht den erhofften Schutz. Wandas Versuche, ihre Eltern dazu zu bringen, wieder das Paar zu sein, das sie einmal waren, laufen ins Leere. Sie und ihre Schwester müssen erkennen, dass ihre Eltern machtlos sind, ihnen das zurückzugeben, was sie so schmerzlich vermissen, und man verlorene Gefühle, auch wenn man das noch so sehr möchte, nicht zurückholen kann. Diese Erkenntnis führt dazu, dass eine Trennung unumgänglich ist. Während Wanda und ihre Geschwister mit ihrer Mutter zurück nach Deutschland gehen, bleibt der Vater in der Schweiz.

## Produktion, Veröffentlichung
Produziert wurde der Film, der den Arbeitstitel Klang der Stille trug, von der Zum Goldenen Lamm Filmproduktion/Ludwigsburg in Koproduktion mit C-Films/Zürich, dem SWR, Arte und dem SRF/Zürich. Der Film entstand mit Unterstützung der MFG Baden-Württemberg (300.000 Euro), dem Bundesamt für Kultur in Bern (300.000 Euro) sowie der Zürcher Filmstiftung (275.000 CHF). Gefördert wurde er zudem vom Deutschen Filmförderfonds mit 132.105,58 Euro. Deutscher Vertriebspartner war Alpha Medienkontor in Weimar. Der Verleih erfolgte über Praesens-Film.
Die Dreharbeiten fanden vom 2. August bis 8. September 2011 in Dübendorf und Umgebung in der Schweiz und im schwäbischen Rottweil und Umgebung statt.
Am 11. September 2013 startete der Film unter dem Titel Dehors, c’est l’été in Frankreich und am 24. Oktober 2013 in Deutschland. Fernsehpremiere hatte Draussen ist Sommer am 23. November 2015 im Programm des SWR. Veröffentlicht wurde der Film zudem unter dem Titel Odakint nyár van in Ungarn und unter dem internationalen Titel Summer Outside in Schweden.
Für die Hauptrolle (Anna:Nicolette Krebitz) war zunächst Sylvie Testud vorgesehen.

## Soundtrack
- Encore et plus encore,
  - geschrieben von Diego, Nora und Lionel Vincent Baldenweg sowie Marie-Claire und Pfuri Baldenweg
    - vorgetragen von Les Deux
- You Make It Harder (Great Garbo Remix)
  - geschrieben wie zuvor, vorgetragen von Trash Bag
- Prosit
  - geschrieben von Diego, Nora und Lionel Vincent Baldenweg, vorgetragen von Die Cobras
- Blinded (Dirty Disco Youth Remix)
  - geschrieben von S. Malicha-Marx, M. Pittner, T. Peters und S. Walker
    - vorgetragen von Blitzkids mvt.
- Blinded
  - geschrieben und Vortrag wie zuvor
- Les Passants
  - geschrieben von Isabelle Geoffroy und Tristan Solanilla, vorgetragen von Zaz
- I’m Too Good for You Anyway
  - geschrieben von Diego, Nora und Lionel Vincent Baldenweg
    - vorgetragen von Los Bimbos feat. Xenia Eva
- I Love Being Loved
  - geschrieben wie zuvor plus Marie-Claire und Pfuri Baldenweg
    - vorgetragen von Los Bimbos
- The Sun
  - geschrieben von Anja Plaschg, vorgetragen von Soap&Skin
- Shine
  - geschrieben von Diego, Nora und Lionel Vincent Baldenweg
    - vorgetragen von Los Bimbos feat. Steffen Smith
- Tiger Beer
  - geschrieben von Mahara McKay und Robert Jan Meyer, vorgetragen von Jeunesse Doree
- Losing Control
  - geschrieben wie zuvor, vorgetragen von Super Avenue
- Spiracle
  - geschrieben von Anja Plaschg, vorgetragen von Soap&Skin
- We could have, we should have, we didn’t
  - geschrieben von Stephen J Burch, vorgetragen von The Great Park

## Festivals und Preise (Auswahl)
Uraufgeführt wurde der Film am 27. September 2012 beim Internationalen Filmfestival San Sebastian in der Sektion New directors. Vom 24. bis 31. Januar 2013 war er in Solothurn bei den 48. Solothurner Filmtagen zu sehen. Am 27. Januar 2013 lief er auf dem Göteborg International Film Festival und am 12. März 2013 auf dem BUFF-Filmfestival. Am 28. Februar 2014 wurde er auf dem  Luxembourg City Film Festival vorgestellt.
- 2012: Prädikat: „Wertvoll“ der FBW.

- 2013: Filmkunstfest Mecklenburg-Vorpommern
  - Hauptpreis „Fliegender Ochse“[5]
  - Nachwuchsdarstellerpreis für Maria Dragus

- 2013: Internationales Filmfestival CineramaBC Balneário Camboriú, Brasilien
  - „Goldene Eule“ in der Kategorie „Beste Regie“
  - Spezialpreis der Jury
  - Publikumspreis
  - Beste Darstellerin Maria Dragus

- 2013: Festival des deutschen Films
  - Nominierung für Friederike Jehn in der Kategorie „Lichtblicke“

## Kritik
Harald Mühlbeyer von Kino-zeit.de war der Meinung, der Film sei „überhaupt nicht depressiv, kein larmoyantes Anklagen, kein ‚Sozialdrama‘ im negativen Sinn des Anklagend-Didaktischen“. Abschließend führte er aus: „Die lebensechten Charaktere, die Konflikte, die der Film zeig[e], ohne dass er auf ihnen herumreiten würde, die komplexe, nicht konstruiert wirkende Konstellation – alles zeug[e] von Jehns Gespür für Figuren und Film, und dafür, wie es ist, wenn die Sturmwinde durch die draussen-ist-sommerFamilie brausen, während draussen so schöner Sommer herrscht.“
Etwas anders sah das OutNow-Ch und befand, „obwohl hier meistens die Sonne scheint (Draussen ist Sommer), ist der Streifen bestes Depri-Kino. Es wird kaum gelacht und die Schauspieler ziehen meistens ihre Mundwinkel nach unten. In Kombination mit dem eher schleppenden Erzähltempo wird der Film so sehr schnell anstrengend. Trotzdem mag er aufgrund einiger beklemmender Szenen zu packen“. Das Fazit lautete dann auch: „Draussen ist Sommer ist ein schweres Stück Film, das die Zuschauer recht erdrücken kann. Häufen sich dann gegen Ende jedoch immer mehr die Klischees und die Übertreibungen, ist es schnell mal um die Glaubwürdigkeit des Ganzen geschehen und es mündet in einem bizarren letzten Abendmahl. Applaus aber für die Leistung von Jungschauspielerin Dragus sowie für das perfekte Einfangen des Gefühls des Alleinseins.“
Die TagesWoche lobte: „Mit Maria Dragus hat Frederike Jehn ein schlicht grandioses Gesicht gefunden, um all die Projektionen von Einsamkeit und Adoleszenz zu spiegeln.“ Auch auf der Seite des SRF war man der Ansicht „Draussen im Sommer erzähle mit sorgfältigen, wunderschönen Bildern von Wandas Sicht auf die Welt. Und Maria Dragus sei eine tolle Schauspielerin, die man sich merken“ müsse. In der deutschsprachigen Schweizer Tageszeitung Blick war zu lesen: „Kein sommerlich schwüles, sondern eher unterkühltes Familiendrama“, wohingegen die Neue Zürcher Zeitung befand: Eine erstaunlich klischeefreie Coming-of-Age-Geschichte.
Lars-Christian Daniels von Filmstarts bescheinigte Jehns Familiendrama „treffsichere[] Dialoge[] und ein gute[s] Gespür für ihre Figuren“ und lobte in dem „vor allem die blendend aufgelegte Hauptdarstellerin Maria-Victoria Dragus […] brilliert“. Auch den weiteren Darstellern bescheinigte Daniels, dass sie „ohne Ausnahme überzeugen“ würden. So gebe Wolfram Koch den „aufopferungsvoll um den Haussegen kämpfenden Familienvater authentisch und routiniert während Adolf-Grimme-Preis-Trägerin Nicolette Krebitz […] als lethargisch-depressive Mutter mit zurückhaltendem Spiel überzeug[e] und den Jungschauspielern Audrey von Scheele und Nalu Walder bei deren Leinwanddebüt ausreichend Raum zur Entfaltung“ lasse. Den „nachhaltigsten Eindruck“ hinterlasse aber Hauptdarstellerin Maria-Victoria Dragus, […] Die deutsch-rumänische Jungschauspielerin spiele sich „mit ihrer kindlichen Naivität auf der einen und ihrer überraschenden Reife auf der anderen Seite schnell in die Herzen des Publikums und [werde] als Ruhepol der zerrütteten Familie schnell zur Identifikationsfigur“.
Anke Sterneborg vom epd gab dem Film vier von fünf möglichen Sternen und zog das Fazit: „In ihrem zweiten, abendfüllenden Spielfilm spürt Friederike Jehn mit dokumentarischer Sachlichkeit und flüchtiger Poesie familiären Krisenherden nach.“
Die FBW, die dem Film das Prädikat „wertvoll“ verlieh, begründete das unter anderem damit, dass „Maria Dragus als Wanda überwältigend [sei] in ihrem stillen, aber doch energischen Kampf gegen den Zusammenbruch der Familie“. Weiter hieß es: „Ein konsequent erzähltes Drama, kühl inszeniert und doch sehr berührend.“
Kino.de meinte, der deutsche Film habe „ein Pfund, mit dem er wuchern [könne]: junge und brillante Schauspieler“ und verwies als „bestes Beispiel“ dafür auf „Maria-Victoria Dragus“, die bereits mehrfach ihr „großes Talent“ bewiesen habe. Friederike Jehn erzähle „leise und konsequent vom schmerzhaften Prozess des Erwachsenwerdens und dem fast aussichtslosen Kampf um eine intakte Familie und festen Halt in einer haltlosen Zeit“. […] Dabei setze sie „die Schönheit eines bunten und hellen Sommers draußen gegen familiäre Eiszeit drinnen…“